# Venerea
Venerea est un groupe suédois de skate punk, originaire de Falkenberg. Les membres fondateurs sont Daniel « Dana » Johansson (basse), Johan « Bengan » Bengtsson (chant, guitare), Mattias « Talle » Toldbod (batterie) et Stefan Stenslund (guitare). Parmi leurs premiers morceaux, on trouve plusieurs reprises punk des années 1980, par exemple de Bad Religion et des Ramones, mais aussi quelques reprises de metal qui perdurent même sur leurs futurs albums (par exemple Black Wind, Fire and Steel, extrait de Shake Your Swollen Booty). 
En 1991, Stefan se sépare du groupe pour se consacrer au metal et Mikael « Mike » Persson rejoint le groupe en tant que nouveau chanteur et bassiste ; Dana passe à la guitare.

## Histoire
En 1992 et 1993, ils enregistrent leurs premières démos, à l'époque sous le nom de Venereal Disease ; Dana et Mike y écrivent déjà les paroles des morceaux, ce qui ne changera pas. Les démos From Beer to Eternity et The Second Cuming of Venereal Disease leur valent directement un contrat avec Brööl Records, où ils enregistrent ensuite leur premier album de 8 titres, Hullabaloo, sous le nom de Venerea,. Encore mixé avec une stéréo de voiture, ils qualifient eux-mêmes leur album de « l'un des pires premiers albums jamais publiés », ce qui n'a pas empêché les albums Shake Your Booty et la face B Swollen de suivre en 1995 et 1996. Shake Your Booty contient également leur première vidéo maison pour le morceau Shake Your Booty. L'album a suffisamment de succès pour que Venerea signe un contrat d'enregistrement avec le label allemand Gift of Life Records ; la vidéo est même diffusée à la télévision.
Arrivés sur le nouveau label et sans deuxième guitariste (« Bengan » est renvoyé après une tournée, « parce qu'il n'avait pas appris les chansons par cœur »), ils arrangent une réédition de leur album à succès Shake Your Booty avec la face B Swollen, qui allait entrer dans les annales de l'histoire du groupe sous le nom de Shake Your Swollen Booty et un nombre de 15 000 exemplaires vendus.
En 2005, après quelques années de tournées, l'album One Louder sort,,. Grâce au nouveau label Bad Taste Records, l'album connait un succès encore plus grand que Losing Weight, Gaining Ground. Entre-temps, le premier clip professionnel du groupe est tournée pour l'ouverture Calling Card.
L'ancien roadie et batteur Fred est même encore présent sur l'album actuel au chant d'accompagnement, et a une place dans les crédits aux côtés de Mike, Dana et Anden en tant que « chœur en colère ». En 2022, le groupe sort son album Euro Trash,.

## Discographie

### Albums studio
- 1994 : Hullabaloo (CD/EP, Brööl Records)
- 1995 : Swollen (CD/EP, Brööl Records)
- 1995 : Shake Your Booty (CD/EP, Brööl Records)
- 1996 : Shake Your Swollen Booty (CD/LP, Gift of Life Records)
- 1997 : Both Ends Burning (CD, Gift of Life Records)
- 1998 : We Shall Overcome (10"-LP, Renate/Community Records)
- 2000 : Losing Weight, Gaining Ground (CD/Gatefold-LP, Renate/Community Records)
- 2001 : Shake Your Swollen Booty Re-Release (CD, Renate/Community Records)
- 2001 : Both Ends Burning Re-Release (CD, Renate/Community Records)
- 2003 : Out in the Red (CD/LP, People Like You Records)
- 2005 : One Louder (CD, Bad Taste Records)
- 2008 : Black Beach Recordings (EP)
- 2010 : Lean Back in Anger (CD)
- 2014 : Smash the Statues (EP, Bad Taste Records)
- 2016 : Last Call for Adderall (CD/LP, Dirty Six Records)
- 2022 : Euro Trash (SBÄM Records)

### Compilations
- 1994 : Really Fast (LP) – Sex Is Really Fun, Phone Me Up
- 1994 : Spinnin' the Chamber (CD) – Be Nice
- 1995 : Epitone (CD) – Orig. Version von Little Billie John
- 1995 : Tjöpjusta 2 (CD) – Wollen Sie bumsen?, Peder the Plumber
- 1997 : First Trip to Punkland (CD) – Happy Thoughts
- 1998 : Kabuki Knights (CD) – Happy Thoughts
- 2001 : Punk Chartbusters 4 (CD) – On the Road Again